# Radu Dragnea
Radu Dragnea, pseudonimul lui Radu S. Popescu, (n. 1893, Tătărăi, România – d. 1955) a fost un eseist și critic literar român.

## Biografie
S-a născut în satul Tătărăi (azi în județul Prahova), într-o familie de preoți cu origini în actualele județe Dâmbovița și Sibiu. A condus săptămânalul Solia din București (1916). A luptat în Primul Război Mondial, fiind rănit în luptele de la Azuga din 1916.
După război s-a stabilit la Cluj, unde a devenit membru în comitetul Partidului Național Român (1919). A fost prim-redactor al ziarului clujean Patria (1919–1920), unde a colaborat până în 1924. A fost unul din fondatorii societății anonime Literatura din Cluj (1920), al Sindicatului Presei din Ardeal (1920) și al revistei literare Gândirea (1921). A colaborat la Gândirea încă de la primul număr, fiind asociat adesea curentului gândirist. A făcut parte din comitetul de direcție al revistei Societatea de mâine din Cluj (1924–1925), iar mai târziu a lucrat ca secretar de presă la Legația Română din Varșovia (1929).
În ianuarie 1941 a fost directorul ziarului legionar Înălțarea din Sibiu, a cărui scurtă existență a luat sfârșit după Rebeliunea legionară.

## Activitatea literară
A debutat cu articole de critică literară în 1911 în revista Cosânzeana din Orăștie, apoi a colaborat în paginile a numeroase publicații precum Luceafărul, Neamul românesc literar, Românul, Flacăra, Lumina literară, Drum drept, Ideea europeană, Doina, Capitala, Săgetătorul, Aurora, Țara noastră, Ramuri, Scrisul românesc, Tiparnița literară, Kalende, Curentul, Calendarul, Voința, Axa, Buna-vestire.
S-a format ca publicist în climatul sămănătorist al revistei Ramuri din Craiova, fiind apropiat de ideologia naționalistă promovată de profesorii Nicolae Iorga și A. C. Cuza. A colaborat, alături de A. C. Cuza, la elaborarea unei prime ediții a operelor complete ale lui Mihai Eminescu (1914). În anul 1921 a publicat monografia Mihail Kogălniceanu și volumul Creatorul naționalismului, care-i evidențiază opțiunea ideologică. A devenit cunoscut în calitate de cronicar literar al revistei Gândirea, promovând un spiritualism ortodoxist cu nuanțe moderate. În anul 1933 a fost îndepărtat de Nichifor Crainic din redacția revistei.
A semnat numeroase articole de critică literară în paginile revistei Gândirea. În articolele sale Dragnea a promovat ideologia mistică și ortodoxistă a grupării gândiriste. Astfel, a susținut în articolul „Spiritul românesc creator” (Gândirea, anul VII, nr. 5/1927) că literatura avea o importanță mai mare în țările ortodoxe deoarece cuvântul avea aici „prestigiul mistic al logosului evanghelic”. În opinia sa, „literatura este arta care s-a potrivit mai bine popoarelor ortodoxe, tot așa precum protestantismului i-a corespuns mai bine muzica, iar catolicismului, arhitectura și artele plastice”, deoarece „literatura n-ar comporta cu necesitate un anumit grad de civilizație, ca alte arte”. Radu Dragnea a atacat în alte articole ideologia socială promovată de Viața Românească, susținând că „poporanismul a fost o alcătuire hibridă: socialism mascat de sămănătorism în urma biruinței acestuia” („Veșnic și universal”, Gândirea, anul IX, nr. 3/1929, p. 72).

## Opera
- Mihail Kogălniceanu, Cluj, 1921 (ed. a II-a, întregită și prelucrată, București, 1926);
- Creatorul naționalismului, Craiova, 1921;
- Supunere la tradiție, eseuri, cronici, art., ed., fișă bibliografică, note și indici de Emil Pintea, Cluj-Napoca, 1998.